# St. Elmo (Colorado)
St. Elmo és un poble fantasma a l'Estat de Colorado (Estats Units d'Amèrica). Fundat el 1880 pels miners que cercaven or i plata, va arribar a tenir gairebé 2.000 habitants. La mineria va començar a decaure a començament de la dècada de 1920, i el 1922 es va suspendre el servei del ferrocarril. Actualment, és un dels pobles fantasma millor conservats de l'estat de Colorado, i fou declarat Lloc Històric Nacional.